# Hidasi-völgy

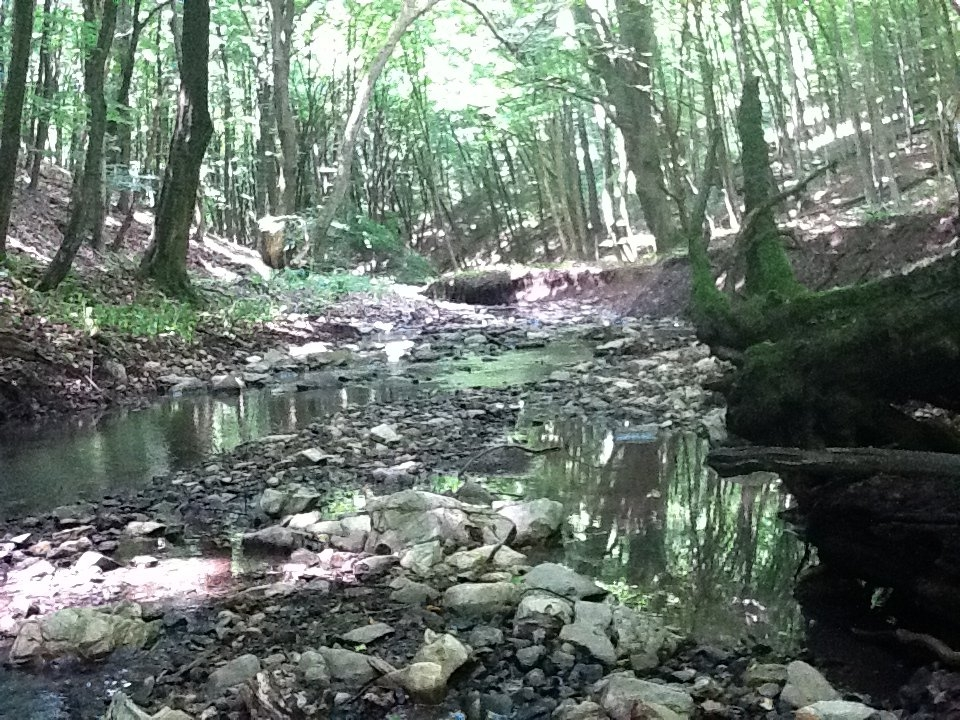

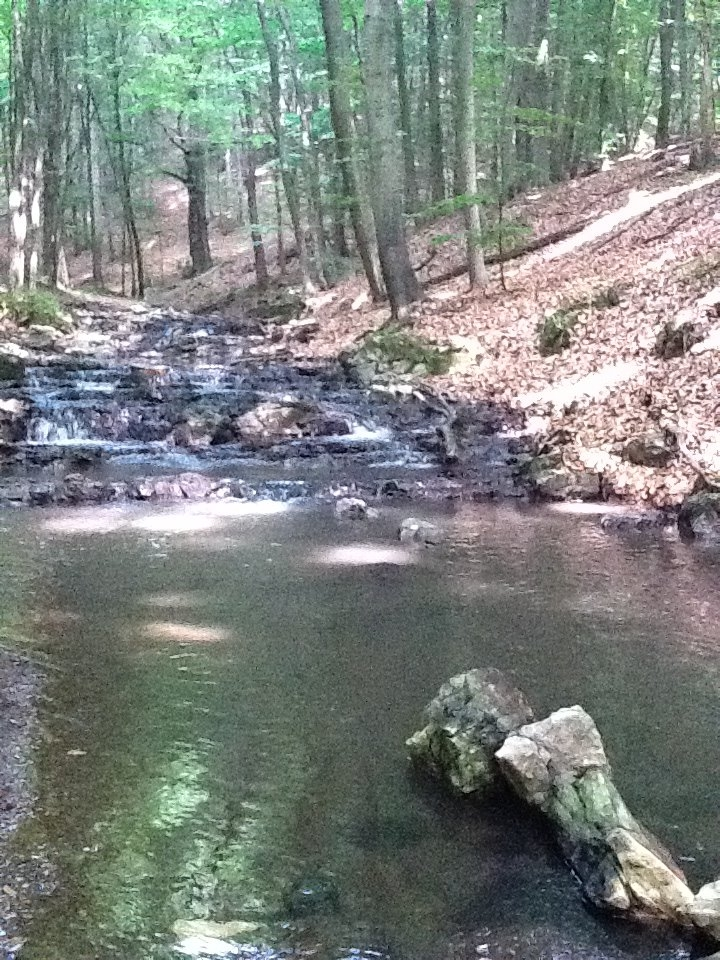

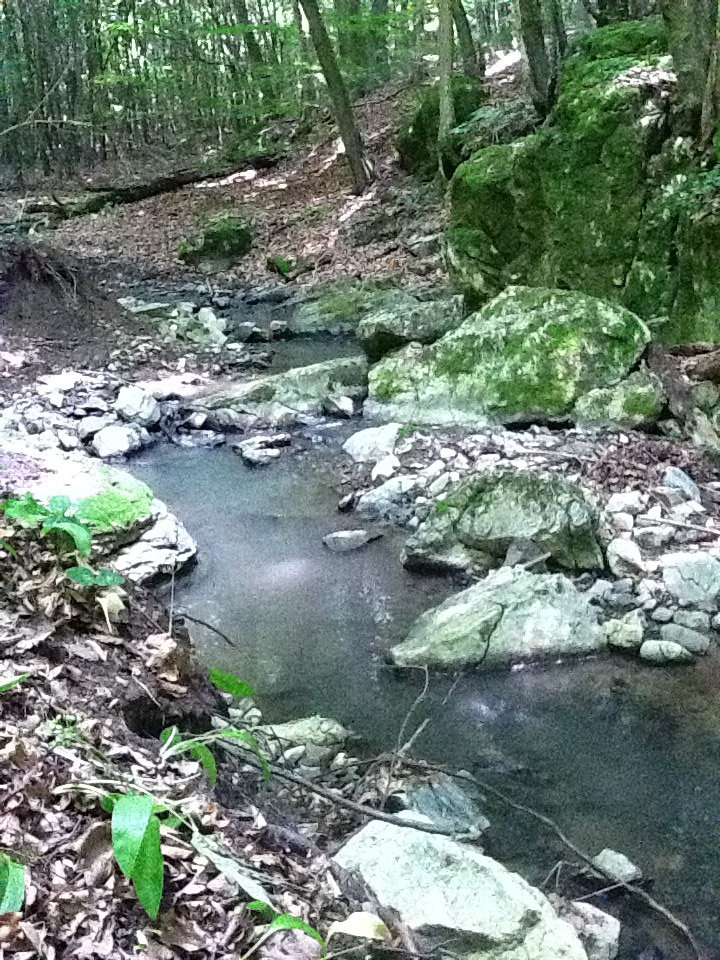

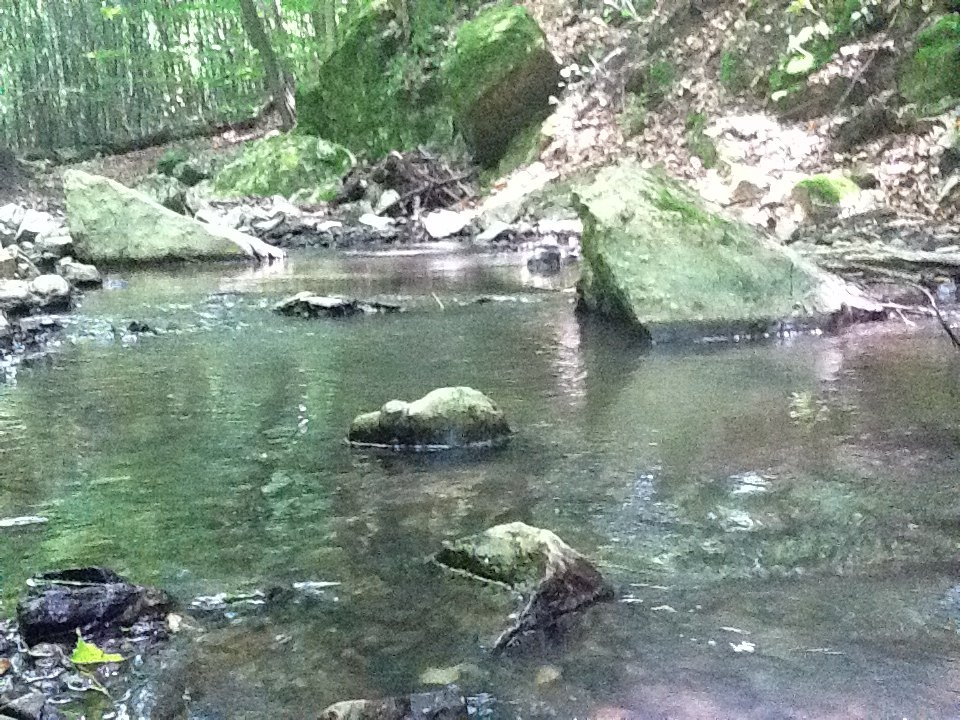

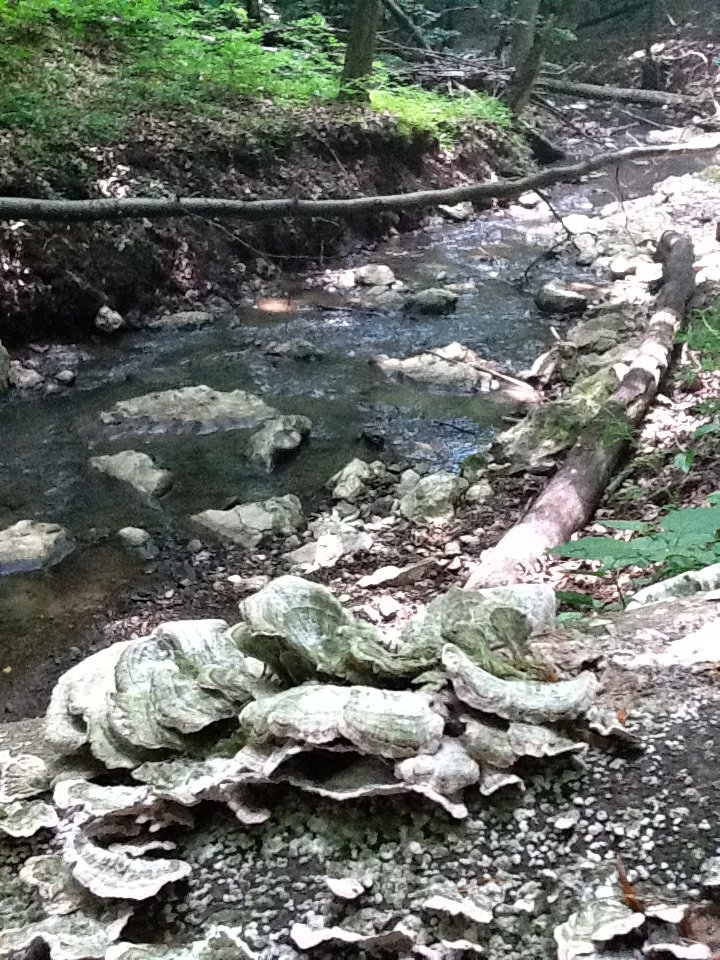

A Hidasi-völgy túrázók által gyakran látogatott, erdővel benőtt festői patakvölgy a Kelet-Mecsekben, a Hosszúhetényhez tartozó Pusztabánya kirándulóhely közelében.  A Kelet-Mecsek Tájvédelmi Körzet fokozottan védett területe.

## Neve
Nincs köze az ugyancsak baranyai Hidas településhez. A név állítólag onnan származik, hogy a patakon valamikor fahidak vittek keresztül, amelyek ma már nincsenek meg.

## Látványosságai
A völgy kétoldalt viszonylag meredek falú, de a patak mellett gyalogút, illetve erdészeti út visz.
A völgyben futó köves medrű patak hol párhuzamosan, hol átlósan szalad át a sok helyen lépcsősen kirajzolódó kőzetrétegeken. Máshol apró vízesések sorozatait képezve keresztben halad át rajtuk.

### Csurgó
Legegyedibb látványossága a Csurgó, egy kis vízesés, ahol egy másik kis patak hat méter magas vízesést képez egy mésztufagáton, illetve mohos sziklákon csurog le a Hidasi-völgy patakjába. A meszet szállító víz cseppkőszerű alakzatokat hozott létre.(Ez körülbelül két kilométeres séta a meder mentén, miután Pusztabánya felől elértük a patakvölgyet.)

## Helye
A völgy Pusztabányától mintegy egy kilométer séta lefelé a turistaúton. Pusztabánya megközelíthető erdei műúton Zobákpuszta felől, túrázóknak vagy akár kerékpárosoknak a Pusztabányától mintegy 2 kilométerre  lévő Püspökszentlászlóból (Hosszúhetényen át)). Pécsváradról is szerveznek gyalogtúrákat a Hidasi-völgybe a Zengő hegyen át. Gyalogosan Zobákpuszta vagy Magyaregregy felől, vagy akár az Óbánya-Kisújbánya útvonalon is megközelíthető.

## Forrásai
A völgyben sok jóízű forrás fakad:
Csobogó-forrás (nem iható) (https://turistautak.openstreetmap.hu/mefo/forras-1229921198),
Hidasi-forrás (https://turistautak.openstreetmap.hu/mefo/forras-3350658761),
Lajos-forrás (https://turistautak.openstreetmap.hu/mefo/forras-3350658789),
Pius-forrás (https://turistautak.openstreetmap.hu/mefo/forras-4312381249),
Wein György-forrás (https://turistautak.openstreetmap.hu/mefo/forras-3350662538),
Betyár-forrás (https://turistautak.openstreetmap.hu/mefo/forras-3350658713).

## A történelemben
1956.  november 11-én dél körül a völgyön keresztül érkeztek egy komlói vadàsz vezetésével a helikopterrel és tankokkal felszerelt szovjet katonák és a komlói karhatalmisták, hogy kiverjék a Magyaregregyhez közeli Márévárból a felkelőket. Ekkor ölték meg Pájer Ferenc Józsefet ês egy katonaruhás férfit.